# Valeur prédictive
En statistique et en épidémiologie, la valeur prédictive d'un test est la probabilité qu'une condition soit présente en fonction du résultat de ce test. Le test doit être dichotomique, c’est-à-dire qu’il ne peut donner que deux résultats différents. La valeur prédictive positive est la probabilité que la condition soit présente lorsque le test est positif. La valeur prédictive négative est la probabilité que la condition ne soit pas présente lorsque le test est négatif.
La valeur prédictive positive (VPP) est fonction de la sensibilité ({\displaystyle S_{e}}) et de la spécificité ({\displaystyle S_{p}}) du test, ainsi que de la prévalence ({\displaystyle P_{r}}) de la condition dans la population étudiée, suivant la formule :{\displaystyle {\text{VPP}}={\frac {S_{e}\cdot P_{r}}{S_{e}\cdot P_{r}+(1-S_{p})\cdot (1-P_{r})}}}La valeur prédictive négative (VPN) vaut :{\displaystyle {\text{VPN}}={\frac {S_{p}\cdot (1-P_{r})}{S_{p}\cdot (1-P_{r})+(1-S_{e})\cdot P_{r}}}}

## Exemple
Le taux de D-dimères est un examen para clinique utilisé notamment pour exclure une embolie pulmonaire. Dans ce cas-ci, la valeur prédictive positive est la probabilité d'avoir une embolie pulmonaire si le test des D-dimères est positif, et la valeur prédictive négative est la probabilité de ne pas avoir d'embolie pulmonaire si le test est négatif.
Comme cet examen a une bonne valeur prédictive négative (plus de 95 %), un résultat négatif permet d'exclure cette maladie avec confiance. Par contre, puisqu'il n'a pas une bonne valeur prédictive positive, un résultat positif n'indique aucunement qu'il s'agit d'une embolie pulmonaire.
Or, il est important de garder en tête que les valeurs prédictives sont fortement liées à la prévalence, de telle sorte que plus une maladie est prévalente, plus la valeur prédictive négative diminue et la valeur prédictive positive augmente. Dans cet exemple, une personne qui présenterait une anamnèse, des signes et des symptômes caractéristiques d'une embolie pulmonaire verrait sa probabilité clinique pré-examen augmentée. C'est-à-dire que la prévalence serait augmentée parmi les personnes ayant ce profil clinique par rapport à la population en général et, conséquemment, la valeur prédictive négative serait proportionnellement diminuée.
Cet examen est utilisé pour écarter du diagnostic différentiel une embolie pulmonaire seulement si elle est faiblement ou modérément suspectée.